# Eugene Polley
Eugene Polley (ur. 29 listopada 1915 w Chicago, zm. 20 maja 2012 w Downers Grove) – amerykański inżynier, wynalazca bezprzewodowego telewizyjnego pilota zdalnego sterowania (1955).

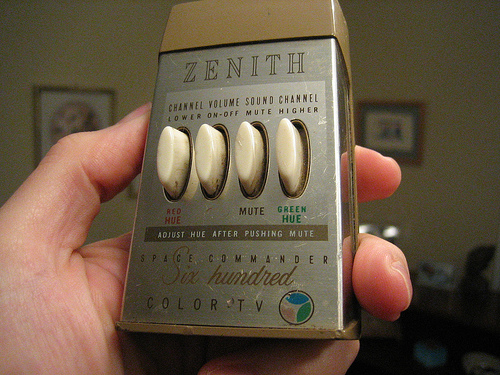
Jeden z pierwszych egzemplarzy pilota do telewizora The Space Commander 600

## Życiorys
Urodził się 29 listopada 1915 roku w Chicago. Uczęszczał do City Colleges of Chicago i Armour Institute. Pracę inżyniera podjął w 1935 roku. Od 1941 roku – przez 47 lat – pracował dla Zenith Electronics, uzyskał w tym czasie 18 patentów. W okresie II wojny światowej pracował na rzecz amerykańskiego wojska, zajmował się udoskonalaniem radaru. W 1955 roku opracował pilota zdalnego sterowania Flash-Matic, który umożliwiał włączanie i wyłączanie telewizora oraz zmianę kanałów. Początkowo do komunikacji z urządzeniem używane było światło widzialne, co powodowało zakłócenia w pracy odbiornika. 
Zmarł 20 maja 2012 roku w Downers Grove.

## Nagrody
- Nagroda Emmy (z Robertem Adlerem), 1997[1][2][3]
- Masaru Ibuka Consumer Electronics Award, 2009[3]